# Лащів-Колонія
Лащів-Колонія (пол. Łaszczów-Kolonia) — село в Польщі, у гміні Лащів Томашівського повіту Люблінського воєводства.
Населення — 126 осіб (2011).
У 1975-1998 роках село належало до Замойського воєводства.

## Демографія
Демографічна структура станом на 31 березня 2011 року:
|          | Загалом | Допрацездатний вік | Працездатний вік | Постпрацездатний вік |
| -------- | ------- | ------------------ | ---------------- | -------------------- |
| Чоловіки | 52      | 11                 | 36               | 5                    |
| Жінки    | 74      | 13                 | 50               | 11                   |
| Разом    | 126     | 24                 | 86               | 16                   |